# Píndola vermella i píndola blava

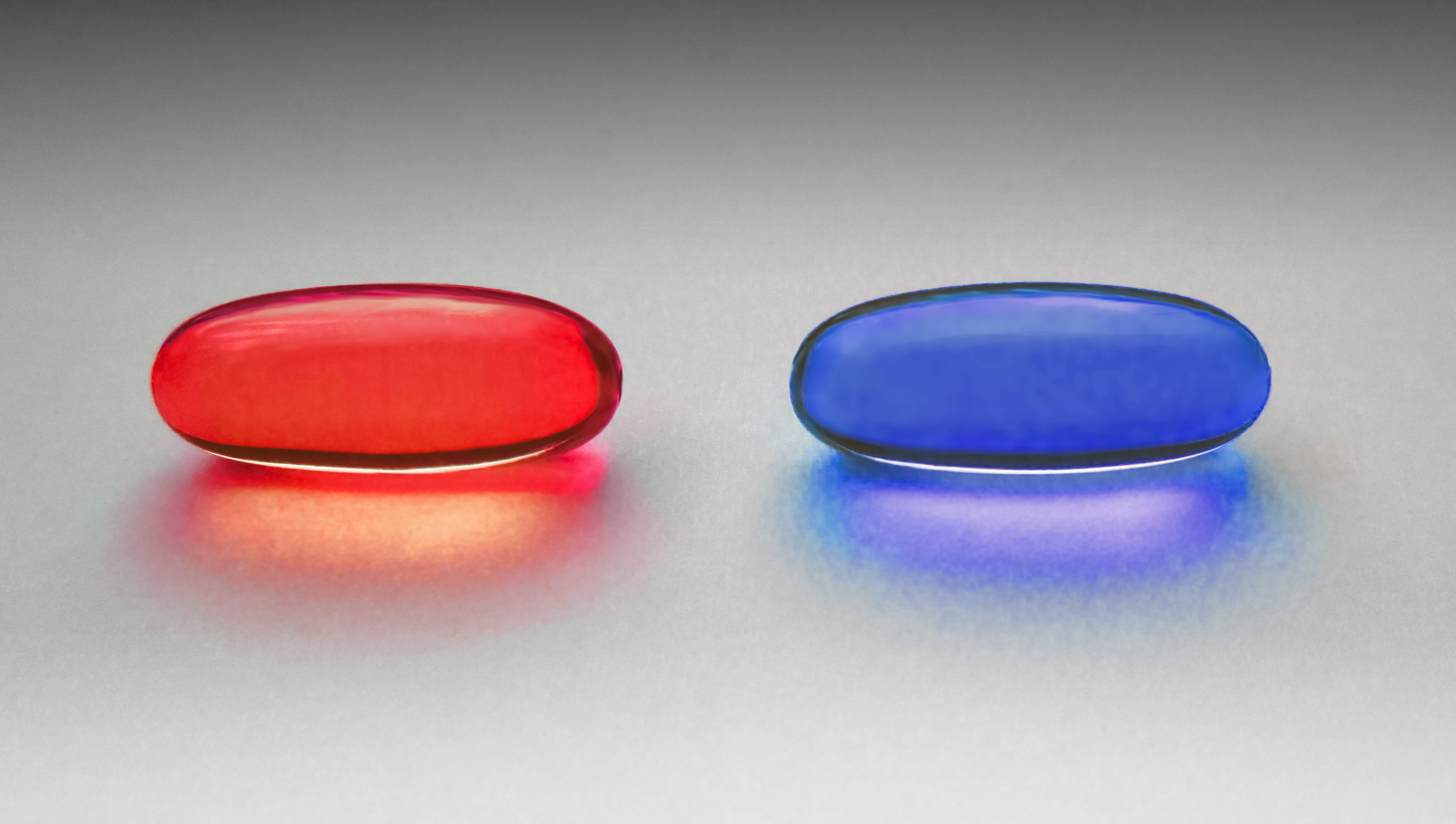
Una pastilla vermella i una de blava

La pastilla vermella i la pastilla blava són símbols de cultura popular provinents de la pel·lícula de ciència-ficció Matrix. Es tracta d'una metàfora que representa l'elecció entre el coneixement, la llibertat i la dolorosa i cruel veritat de la realitat (pastilla vermella) o la seguretat, felicitat i plaent ignorància de la il·lusió (pastilla blava).
Els termes, popularitzats en la cultura de ciència-ficció, provenen de la pel·lícula Matrix del 1999. A la pel·lícula, el capità rebel Morfeu ofereix al personatge principal Neo l'elecció entre una pastilla vermella i una pastilla blava. La pastilla vermella l'alliberaria del control del món dels somnis generat per una màquina, i es podria escapar al món real però alhora viure la dura i difícil «veritat de la realitat». D'altra banda, la pastilla blava el mantindria en la còmoda realitat virtual simulada de la «Matriu».

## Rerefons
La pel·lícula Matrix dirigida per les germanes Wachowskis fa referència a mites històrics i filosòfics, incloent el gnosticisme, l'existencialisme i el nihilisme. La premissa de la pel·lícula té similituds amb l'Al·legoria de la caverna de Plató, el Zhuangzi, l'escepticisme i la hipòtesi del geni maligne de les Meditacions Metafísiques de René Descartes, les reflexions sobre el «Fenomen» versus el «Noümen» de Kant, la «Màquina de l'experiència» de l'obra clàssica Anarquia, estat i utopia de Robert Nozick, el concepte d'una realitat simulada i el cervell en una cubeta.
A Matrix, Neo (Keanu Reeves) sent rumors sobre un home misteriós anomenat Morfeu i la «Matriu» (Matrix). Passa les nits a l'ordinador de casa intentant esbrinar que és la Matrix. Finalment, una altra hacker, Trinity (Carrie-Anne Moss), li presenta a Morfeu (Laurence Fishburne), que li explica que la Matrix és un món il·lusori creat per evitar que els humans descobreixin que són esclaus d'una influència externa. Sostenint una pastilla en cadascuna de les palmes de les mans, explica l'elecció a la que s'enfronta Neo:
| «        | El món que has tingut fins ara davant els ulls és un engany. Vius en una presó per a la teva ment. Si et prens la pastilla blava, tot continuarà com fins ara; si tries la vermella, t'ensenyaré una altra realitat completament diferent, plena de possibilitats. Aquesta és la teva última oportunitat. Després d'això, no hi ha marxa enrere. Recorda: tot el que ofereixo és la veritat. Res més. | » |
| — Morfeu | |   |

La pastilla blava permet que la persona romangui en la fabricada realitat de la Matriu; la vermella serveix com un «dispositiu de localització» de la persona en el món real i preparar-la per ser «desconnectada» de la Matriu. Una vegada que un tria la pastilla vermella o blava, l'elecció és irrevocable. Neo pren la pastilla vermella i es desperta en el món real, on és expulsat d'una càmera plena de líquid en la que ha estat inconscient. es rescatat i recuperat a bord de la nau de Morfeu, el qui li mostra la veritable naturalesa de la Matriu: una detallada simulació per ordinador de la Terra a finals del segle XX (l'any real, encara que no se sap amb certesa, és aproximadament dos-cents anys després). Ha estat creat per mantenir dòcils les ments dels humans mentre els seus cossos estan emmagatzemats en enormes plantes d'energia, on la seva calor corporal i bioelectricitat és consumida com a energia per les màquines que els han esclavitzat.